# Тушинская площадь
Ту́шинская пло́щадь — площадь в районе Покровское-Стрешнево Северо-Западного административного округа города Москвы. Расположена между Волоколамским шоссе и проездом Стратонавтов.

## Название
Площадь получила современное название 26 июня 2013 года, до переименования называлась проекти́руемый прое́зд № 1756.

## Описание
Тушинская площадь расположена между Волоколамским шоссе и проездом Стратонавтов. Фактически представляет собой дорогу, соединящую их и проходящую параллельно Волоколамскому проезду. Южнее Волоколамского шоссе напротив площади находится проектируемый проезд № 1064. По Тушинской площади не числится домовладений.

## Транспорт

### Автобус
На Тушинской площади расположены конечная автобусная станция «Тушино» и конечная остановка «Станция метро „Тушинская”» автобусов № 2, 210, 248, 266, 400т, 614, 631, 640, 741, 777, 930, пригородных автобусов № 301, 372, 372 (по Новорижскому шоссе), 436, 450, 455, 540, 856 (Тушинская — Павшинская пойма), 541, 542, 542п, 549, 568, 575, 961 (Москва — Ржев), 963, 964 (Москва — Осташков).

### Метро
- Станция метро «Тушинская» Таганско-Краснопресненской линии — на площади и на проезде Стратонавтов.

### Железнодорожный транспорт
Платформа Тушинская МЦД-2 и Рижского направления Московской железной дороги — северо-восточнее площади, между проездом Стратонавтов и Тушинской улицей.